# Carnaval de Figueira da Foz
O Carnaval de Buarcos/Figueira da Foz é um evento anual, organizado desde 1979, na cidade de Figueira da Foz.
O programa inclui a realização de dois corsos carnavalescos e é, atualmente, organizado pela Associação do Carnaval de Buarcos/Figueira da Foz (ACBFF), com o apoio da Câmara Municipal de Figueira da Foz. Também existem desfiles competitivos de escolas de samba: Novo Império, Mato Grosso e A Rainha.

## Resultados

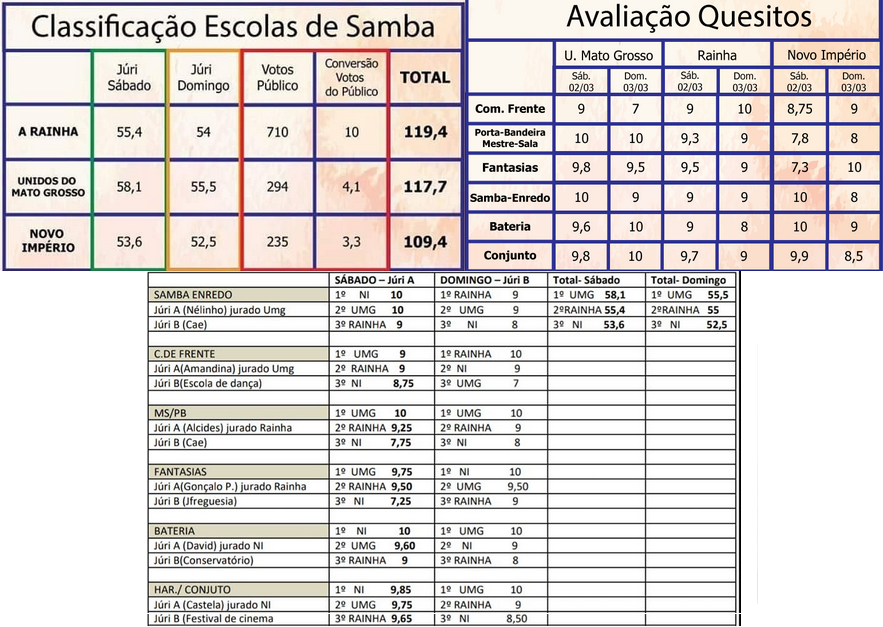
Tabela de pontuação dos desfiles de escolas de samba de Figueira da Foz, Portugal.

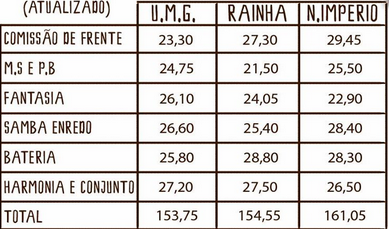
Tabela de resultados do Carnaval de Figueira da Foz em 2020.

### 2018
| Colocação | Escola       | Pontos | Ref.  |
| --------- | ------------ | ------ | ----- |
| 1º lugar  | Novo Império |        | [ 6 ] |
| 2º lugar  | Mato Grosso  |        | [ 6 ] |
| 3º lugar  | A Rainha     |        | [ 6 ] |

### 2019
| Colocação | Escola       | Pontos | Ref.  |
| --------- | ------------ | ------ | ----- |
| 1º lugar  | A Rainha     | 119,4  | [ 7 ] |
| 2º lugar  | Novo Império | 117,7  | [ 7 ] |
| 3º lugar  | Mato Grosso  | 109,4  | [ 7 ] |

### 2020
| Colocação | Escola       | Pontos | Ref.  |
| --------- | ------------ | ------ | ----- |
| 1º lugar  | Novo Império | 161,05 | [ 5 ] |
| 2º lugar  | A Rainha     | 154,55 | [ 5 ] |
| 3º lugar  | Mato Grosso  | 153,75 | [ 5 ] |